# دفتر وزیر دفاع
دفتر وزیر دفاع (انگلیسی: Office of the Secretary of Defense) یکی از کارکنان سطح ستادی وزارت دفاع ایالات متحده آمریکا است. این دفتر، عنصر اصلی کارکنان غیرنظامی وزیر دفاع ایالات متحده آمریکا است و به وزیر در انجام اختیارات، هدایت و کنترل وزارت دفاع در اعمال مسئولیت‌های توسعه سیاست‌ها، برنامه‌ریزی، مدیریت منابع، امور مالی و ارزیابی برنامه‌ها کمک می‌کند. دفتر وزیر دفاع (به همراه ستاد مشترک نیروهای مسلح) ستاد پشتیبانی وزیر دفاع برای مدیریت وزارت دفاع است و معادل دفتر اجرایی رئیس‌جمهور ایالات متحده آمریکا مدیریت کل شاخه اجرایی را برعهده دارد.
دفتر وزیر دفاع شامل دفاتر مستقیم وزیر و قائم مقام وزیر دفاع، همچنین معاون وزیر دفاع در امور تحقیقات و مهندسی؛ معاون وزیر دفاع در امور اکتساب و پشتیبانی؛ معاون وزیر دفاع در امور سیاست‌گذاری؛ معاون وزیر دفاع (حسابرس)؛ معاون وزیر دفاع در امور پرسنل و آمادگی؛ و معاون وزیر دفاع در امور اطلاعات و امنیت است و دفتر وزیر در عمل مدیریت دفاتر کلیه معاونان وزیر را نیز برعهده دارد.